# Pteria fibrosa
Pteria fibrosa is een tweekleppigensoort uit de familie van de Pteriidae. De wetenschappelijke naam van de soort is voor het eerst geldig gepubliceerd in 1857 door Reeve.